# Friedrich Adolf Philippi

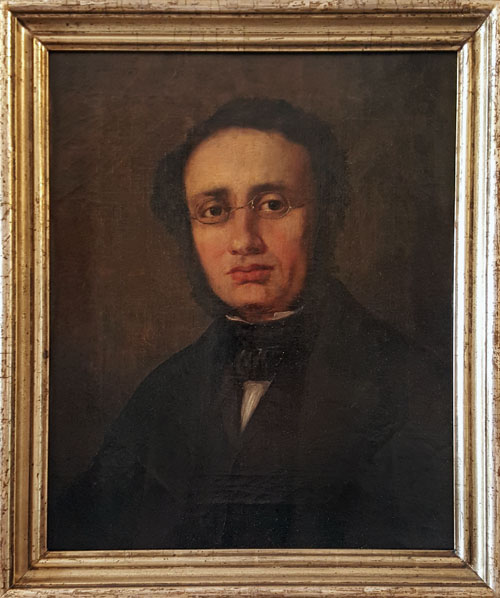
Friedrich Adolf Philippi

Friedrich Adolf Philippi (* 15. Oktober 1809 in Berlin; † 29. August 1882 in Rostock) war ein lutherischer Theologe jüdischer Herkunft und Konsistorialrat.

## Leben
Philippi war der Sohn des wohlhabenden jüdischen Bankiers Elias Philipp (* 19. März 1781 in Potsdam; † 1846 in Berlin). Ab 1812 nennt sich dieser Eduard Philippi.
Philippi war ein Freund der Familie Mendelssohn. Er erhielt seine Schulbildung seit 1822 auf dem Joachimsthalschen Gymnasium in Berlin und studierte seit 1827 in Berlin und Leipzig Philologie. 1829 ließ er sich in Leipzig taufen (Konversion). Nach der Promotion 1830 zum Dr. phil. wurde er Lehrer an einer Privatschule in Dresden und 1833 am Joachimsthalschen Gymnasium in Berlin. Dort widmete er sich nebenbei dem Studium der Theologie unter dem Einfluss von Ernst Wilhelm Hengstenberg.
1836 legte Philippi die theologischen Examina ab und wurde Kandidat des Predigtamtes (cand. rev. min.). 1837 habilitierte er sich als Privatdozent an der theologischen Fakultät der Universität Berlin. Er las über das Neue Testament.
1840 wurde Philippi zum Professor der Theologie an der Kaiserlichen Universität Dorpat ernannt. Er hielt Lehrveranstaltungen über das Neue Testament und über Systematische Theologie. 1843 wurde er von der Universität Erlangen zum Ehrendoktor der Theologie promoviert.
1851 wurde Philippi zum Professor für Neues Testament an der Universität Rostock berufen. Dort trat er im lutherisch-orthodoxen Sinn gegen seinen Kollegen Michael Baumgarten auf und erreichte dessen Amtsenthebung. Seit 1858 führte er eine wissenschaftliche Fehde gegen Johann Christian Konrad von Hofmann, der Theologieprofessor in Erlangen war. Philippi gilt als Vertreter der Repristinationstheologie und zählte neben Hengstenberg zu den wirksamsten Vertretern des Neuluthertums.

## Familie
Er verheiratete sich 1839 mit Jeanette Pincson in Berlin, welche aus voller Überzeugung zum Christentum übergetreten war und im Hause des Predigers Reuscher Aufnahme gefunden hatte.
Ihre drei Söhne studierten auch an der Universität in Rostock:
- Dr. Friedrich Adolf Ferdinand Philippi (*1.3.1840 in Berlin, †8.7.1890 in Hohenkirchen), war 1863 cand. theol. in Groß-Belitz[2], ab 1864 Lehrer in Schwerin, ab 1868 Pfarrverweser in Gorschendorf (bei Neukalen) und von 1871 bis 1890 Pastor in Hohenkirchen (bei Wismar)[3].
- Sein gleichnamiger Sohn Friedrich (Wilhelm Martin[4]) war seit 1873 verheiratet mit Wilhelmine, geb. Kollmann, einer Schwester von Albert Kollmann.
- Otto Ludwig Philippi (*11.03.1845 in Dorpat, †nach 1900) verließ Ostern 1864 als Abiturient die Große Stadtschule in Rostock und promovierte nach dem Studium zum Dr. jur.  In Eldena-Grabow war er Amtshauptmann (heute: Landrat)[5].

## Auszeichnungen
- 1843 Ehrendoktor der Theologie, Universität Erlangen
- 1849 Titel Kaiserlich Russischer Staatsrat
- 1881 Medaille für Kunst und Wissenschaft (Mecklenburg-Schwerin)

## Werke
- Die Lehre vom Thätigen Gehorsam Christi, Berlin 1841.
- Kirchliche Glaubenslehre, Bertelsmann in Gütersloh 1854–1879 (dritte Aufl. 1883–85[6]), ein Standardwerk des orthodoxen Luthertums.
- Vorlesungen über Symbolik, Bertelsmann in Gütersloh 1883[7].